# Црква Светог Василија Острошког у Зеокама
Црква Светог Василија Острошког у Зеокама, насељеном месту Општине Лучани, припада Епархији жичкој Српске православне цркве. Изградња цркве је започета 1991, а завршена 1994. године.  Црквена слава прославља се 12. маја.
Црква је подужне, триконхосне основе, са припратом и наосом надвишеним куполом. Фасада цркве обложена је опеком. С јужне стране храма подигнут је масиван звоник.